# Aborie garská
Aborie garská (Aborichthys garoensis) je paprskoploutvá ryba z čeledi Nemacheilidae.
Druh byl popsán roku 1925 indickým ichtyologem Sunderem Lal Horou.

## Popis a výskyt
Dosahuje maximální délky 9 cm.
Tělo je protáhlé s proměnlivým zbarvením v závislosti na prostředí, emočním stavu a potravě. Charakteristickým znakem zbarvení jsou nepravidelně rozmístěné příčné pruhy po celém těle ryby. Dospělé samice jsou o něco větší než samci a mají více zaoblené břicho.
Byla nalezena ve vodách řek a potoků v Garo Hills v pohoří Garo-Khasi indického státu Méghálaj. Obývá vody s oblázkovým dnem.
Je masožravou rybou a živí se drobnými bezobratlími.
Je využívána jako akvarijní ryba.
Mezinárodní svaz ochrany přírody považuje tento druh za zranitelný, jako hlavní faktory úbytku uvádí destrukci stanovišť, v důsledku znečišťování způsobeného odlesňováním a rozvojem zemědělství.